# Elijah H. Mills
Elijah H. Mills (Chesterfield, 1776. december 1. – Northampton, 1829. május 5.) az Amerikai Egyesült Államok Massachusetts államának szenátora.